# 中極穴
中極穴（ちゅうきょくけつ）は、任脈に所属する第3番目の経穴である。足の太陽膀胱経の募穴である。武道・武術では妙見穴という。

## 部位
白線上で恥骨の上1寸にある。

## 筋肉・神経・血管
知覚神経は腸骨下腹神経前皮枝、動脈は浅腹壁動脈、下腹壁動脈が通る

## 名前の由来
中は全身の中央、極は端から端まで張った芯柱であることから名づけられた。

## 効能
生殖器、泌尿器系に効果が見られる。膀胱炎、腎疾患、生殖器疾患にも効果あり。